# María José García Jiménez
María José García Jiménez (Villacarrillo, província de Jaén, 20 de març de 1969) és una política valenciana, diputada a les Corts Valencianes en la IX legislatura.

## Biografia
És llicenciada en enginyeria tècnica d'obres públiques per la Universitat Politècnica de València. Treballa com a professora d'ensenyament secundari en energies alternatives. També ha exercit d'assessora per al reconeixement de competències professionals adquirides en experiència laboral.
Políticament militava en el Centre Democràtic Liberal (CDL), partit amb el qual va entrar com a regidora a l'ajuntament d'Alcàsser en 2013. Participà en el I Congrés de CDL de febrer de 2014 en el que es va acordar integrar-se en Ciutadans - Partit de la Ciutadania. Fou escollida diputada a les eleccions a les Corts Valencianes de 2015.